# Островел
Островел (рум. Ostrovel) — село у повіті Хунедоара в Румунії. Входить до складу комуни Риу-де-Морі.
Село розташоване на відстані 281 км на північний захід від Бухареста, 41 км на південь від Деви, 129 км на схід від Тімішоари.

## Населення
За даними перепису населення 2002 року у селі проживали 175 осіб, усі — румуни. Усі жителі села рідною мовою назвали румунську.